# 林策
林策（1509年—1553年），字直夫，號丹峰，福建漳州府漳浦縣人，軍籍，明朝政治人物。同進士出身。

## 生平
嘉靖十三年（1534年）甲午科福建鄉試第十一名舉人。嘉靖十七年（1538年）中式戊戌科會試第三百八名，登第三甲第九十七名進士。授浙江蕭山縣知縣。二十三年升大理寺右评事，二十六年升右寺正，二十九年官至江西按察司佥事。三十年因父亡故，归家服丧，三十二年卒于家，時年四十五。

## 家族
曾祖林普玄；祖父林弘；父林泉，母陳氏。具庆下。兄林勋、林材。弟林會。